# Isla del Lazareto

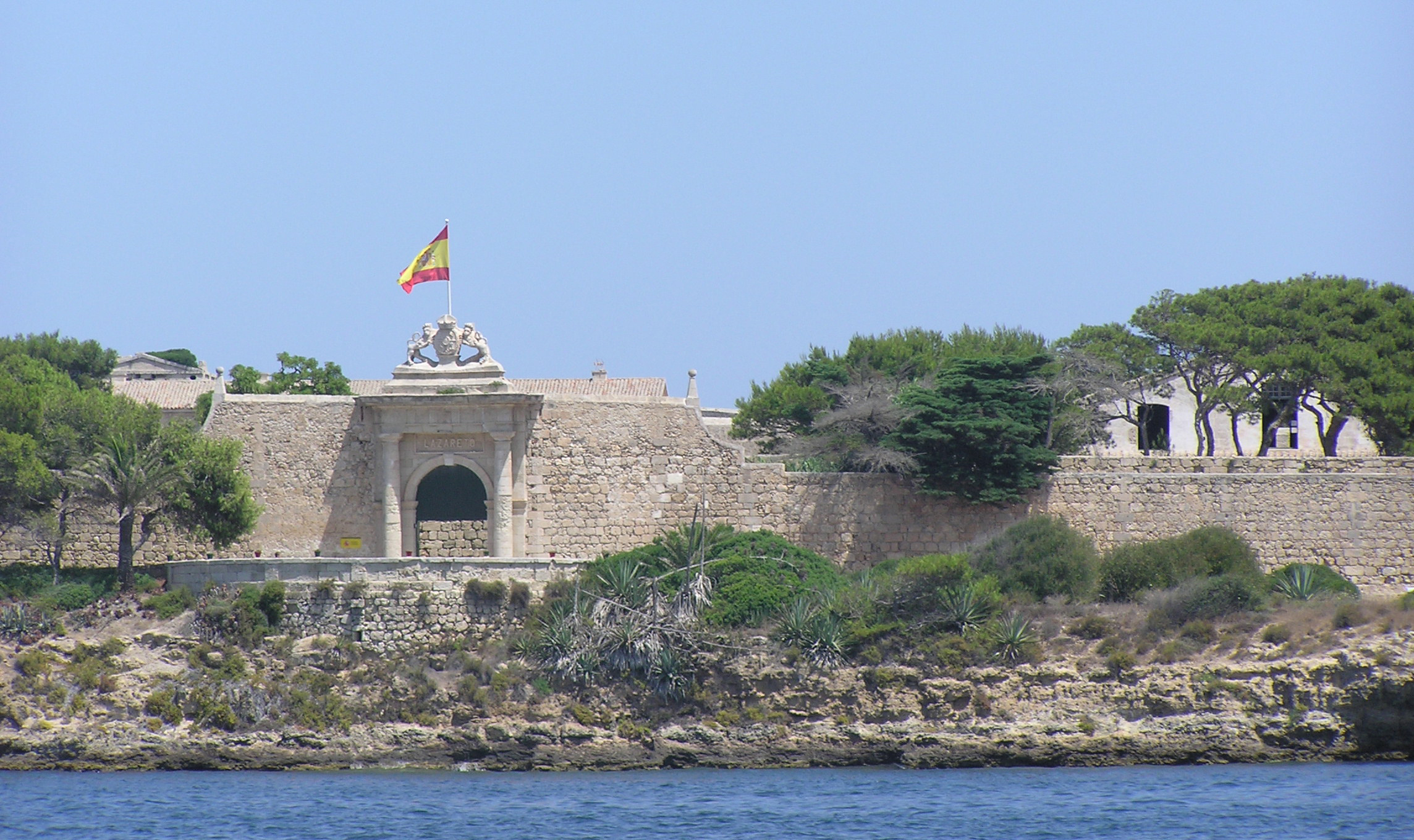
Entrada Principal de la isla del Lazareto, antiguo hospital militar.

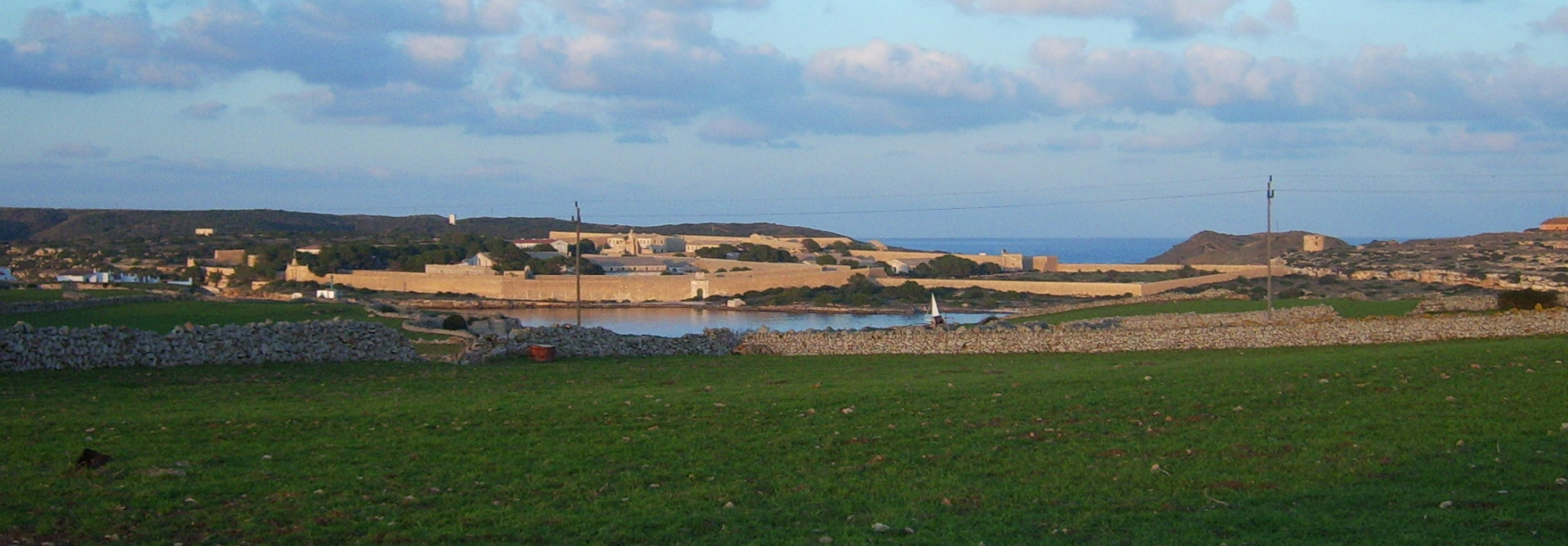
Vista del lazareto desde Sol del Este, Villacarlos.

La Isla del Lazareto (en catalán Illa del Llatzeret) es una isla situada en el interior del puerto de Mahón, Menorca, en la que se construyó un lazareto en 1793 por orden del Conde de Floridablanca. 

## Historia
Debido a la llegada de la peste bubónica, por medio de los barcos procedentes de Oriente y el norte de África, a las costas menorquinas, el Conde de Floridablanca, ministro del rey Carlos III, ordena la construcción de El Lazareto de Mahón en 1793.
Se trata de un conjunto arquitectónico singular, histórico y sanitario, pensado originariamente para pasar la cuarentena de las constantes epidemias de peste. Con anterioridad, el gobierno británico había construido un pequeño recinto en la isla de la Cuarentena, que en el siglo XIX se usó solo en épocas de mucha aglomeración en el puerto.
El lazareto de Mahón  era y es una obra sólida y magnífica, estando bajo la dirección del mayor de los ingenieros llamado don Manuel Pueyo, y se empleó para su construcción material demolido del castillo de San Felipe. La obra se paró en 1798 y se continuó en 1803, quedando concluidos los tres departamentos de patente sospechosa en 1807, dirigiendo la obra el ingeniero don Juan Antonio Casanova.
Una tapia de 1440 varas circundaba este edificio que tenía ocho puertas exteriores, una capilla circular en el centro del lazareto, con treinta tribunas con locutorios para oír misa los cuarentenarios, cinco torres para los vigilantes, 141 habitaciones, 7 almacenes, 120 poyos, 2 enfermerías ordinarias, y para los contagiados 5 zahumerios, 49 cocinas, etc.

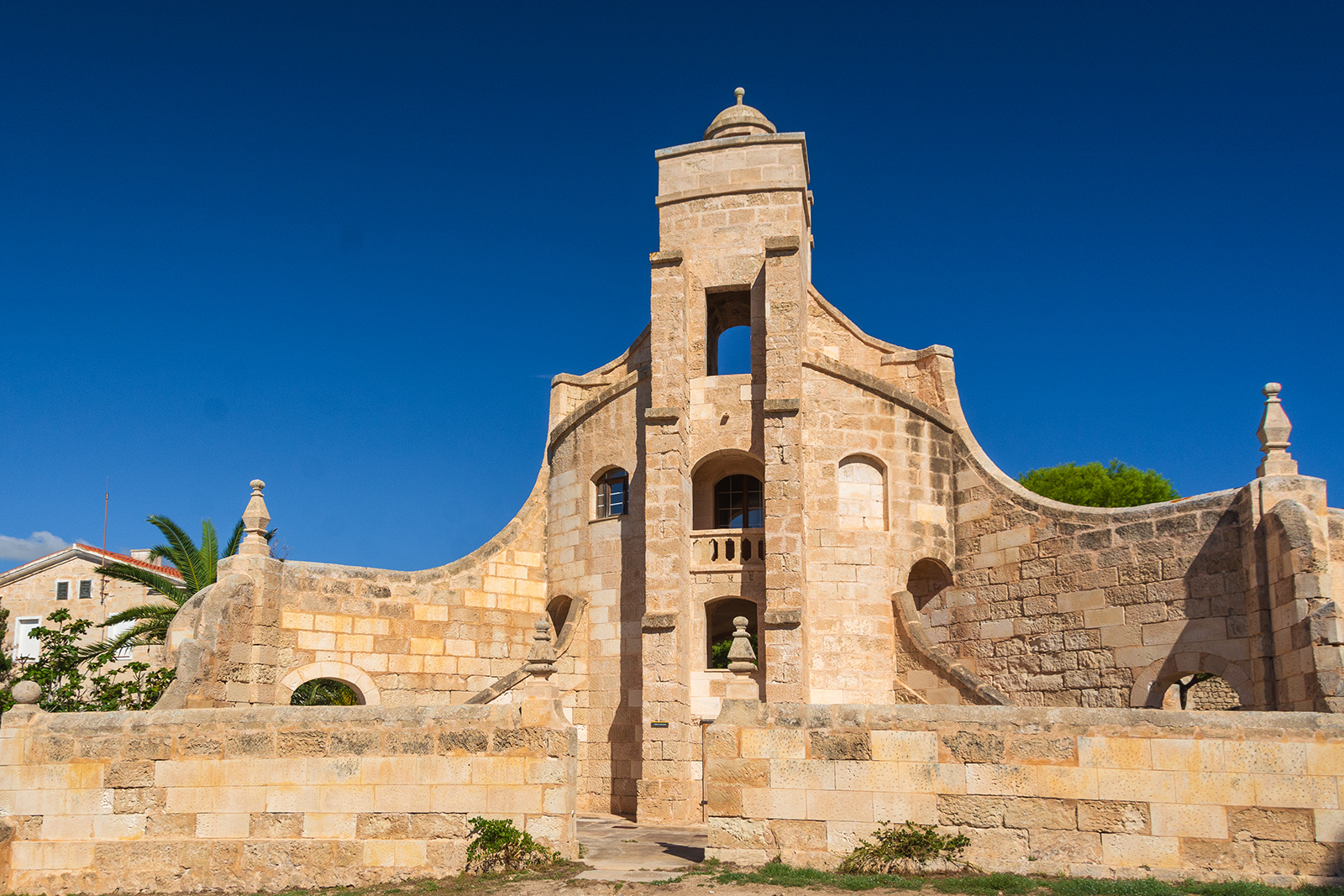
Torre principal de vigía - construcción de ingenieria militar para vigilancia y distribución de agua para regadio

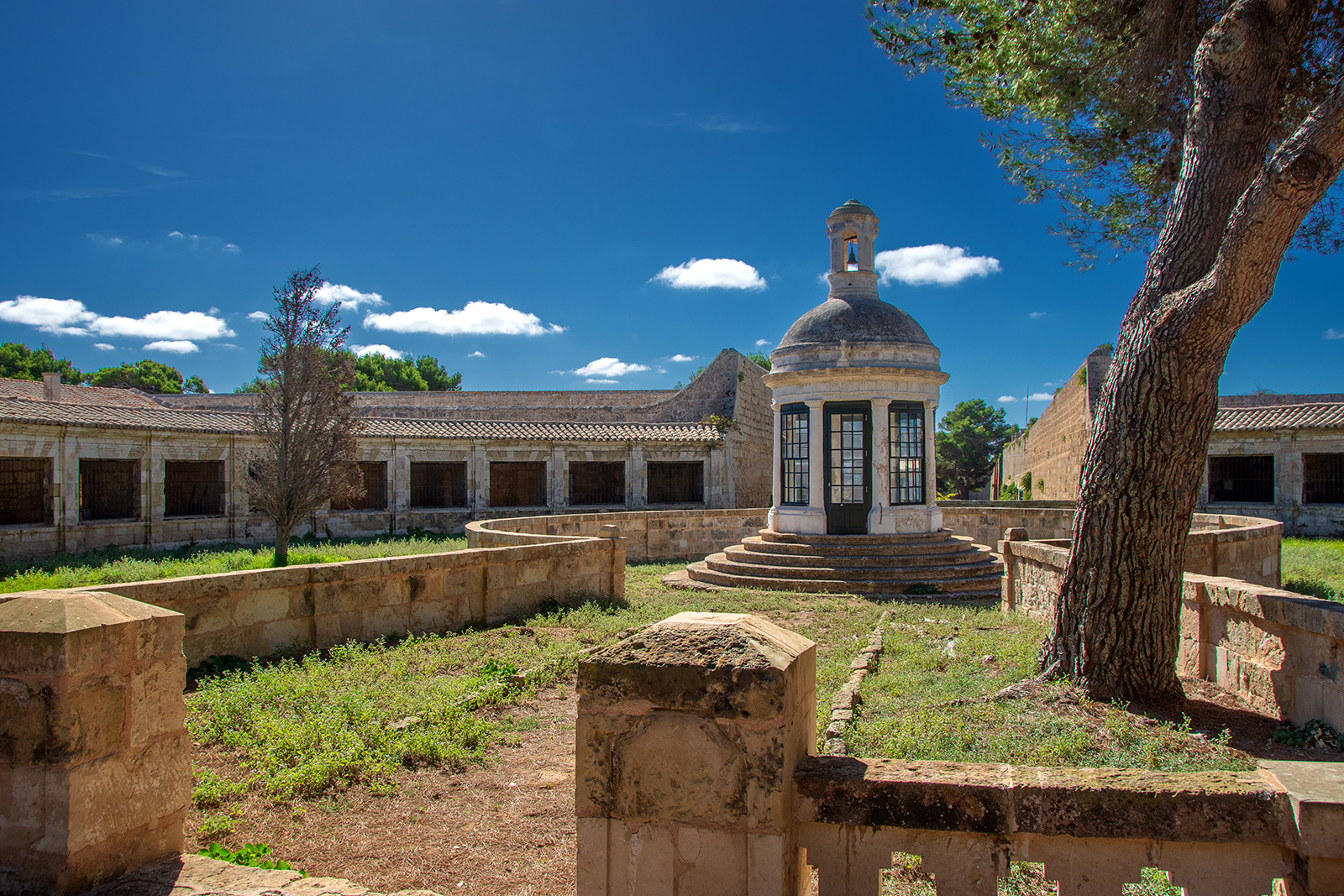
La antigua capilla del Lazareto, con grandes espacios abiertos para protección de contagios en las epidemas

El coste de la obra ascendió a casi 5.700.000 millones de reales de vellón, pero no quedó del todo acabada hasta 1817. Ese año sus instalaciones entran en funcionamiento y pasado un siglo deja de funcionar para, años más tarde y tras algunas remodelaciones, convertirse en un escenario de reuniones, congresos nacionales e internacionales, así como un lugar para visitar, que es también una recreación de los que hubo en el siglo XIX, preservada en el islote.
Declarado Bien de Interés Cultural en 1993, se encuentra en uno de los enclaves privilegiados de la costa de Menorca, en un islote situado en el centro del puerto de la capital administrativa menorquina.